# Ayn Halaqim (nahija)
Nahija Ayn Halaqim (ar. ناحية عين حلاقيم)  je sirijska nahija u okrugu Masyaf u pokrajini Hama. Po popisu iz 2004. (prije rata), nahija je imala 16.502 stanovnika. Administrativno sjedište je u naselju Ayn Halaqim.